# Campionato olandese di scacchi
Il Campionato olandese di scacchi (in lingua olandese: Nederlands kampioenschap schaken) è un torneo che si svolge dal 1909 nei Paesi Bassi per determinare il campione nazionale di scacchi. È organizzato dalla Federazione scacchistica dei Paesi Bassi.
Fino al 1969 aveva cadenza biennale, dal 1970 si svolge tutti gli anni.
Dal 1935 viene organizzato, parallelamente a quello open, anche il campionato femminile.

## Albo d'oro

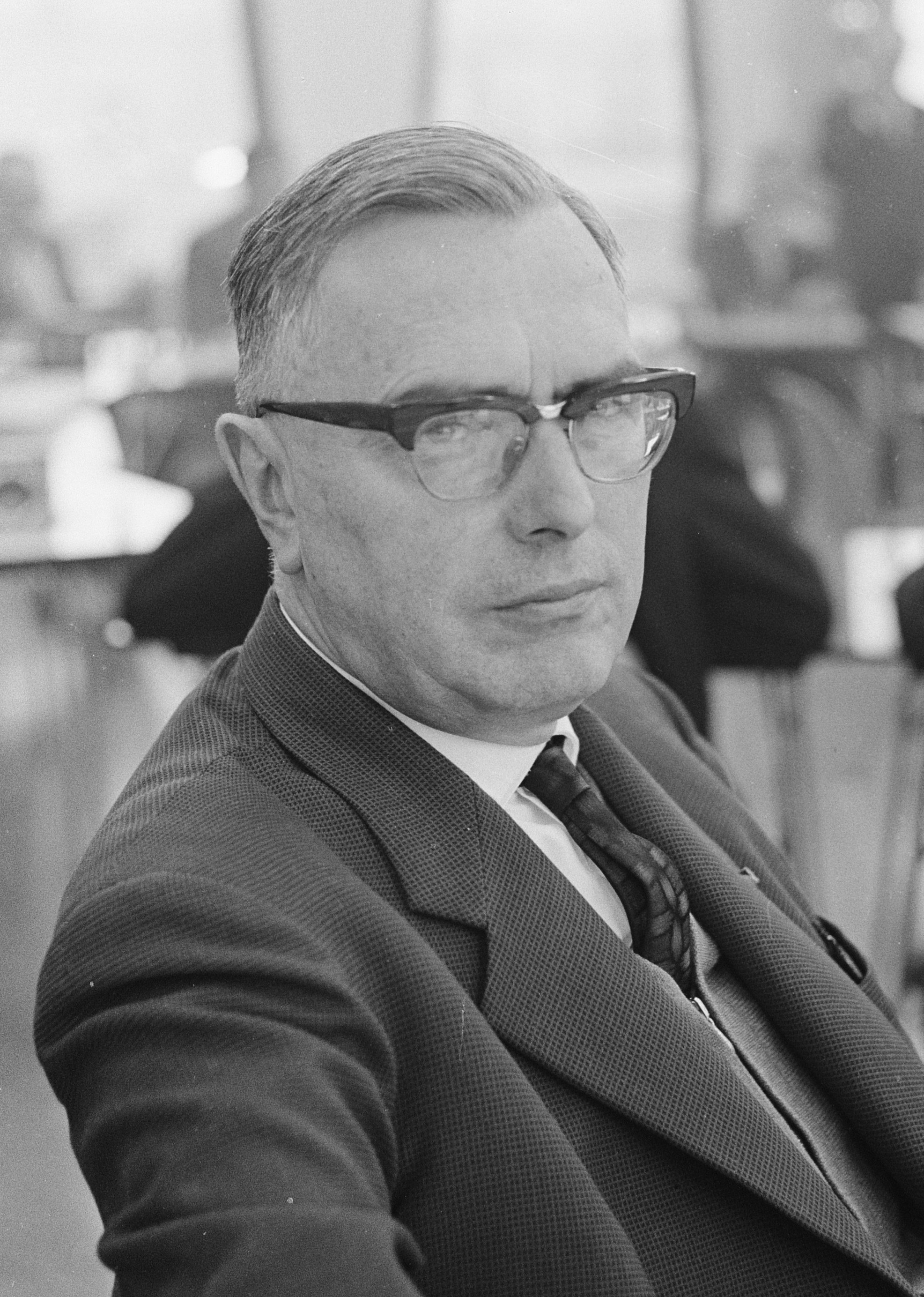
Max Euwe, vincitore di 13 titoli

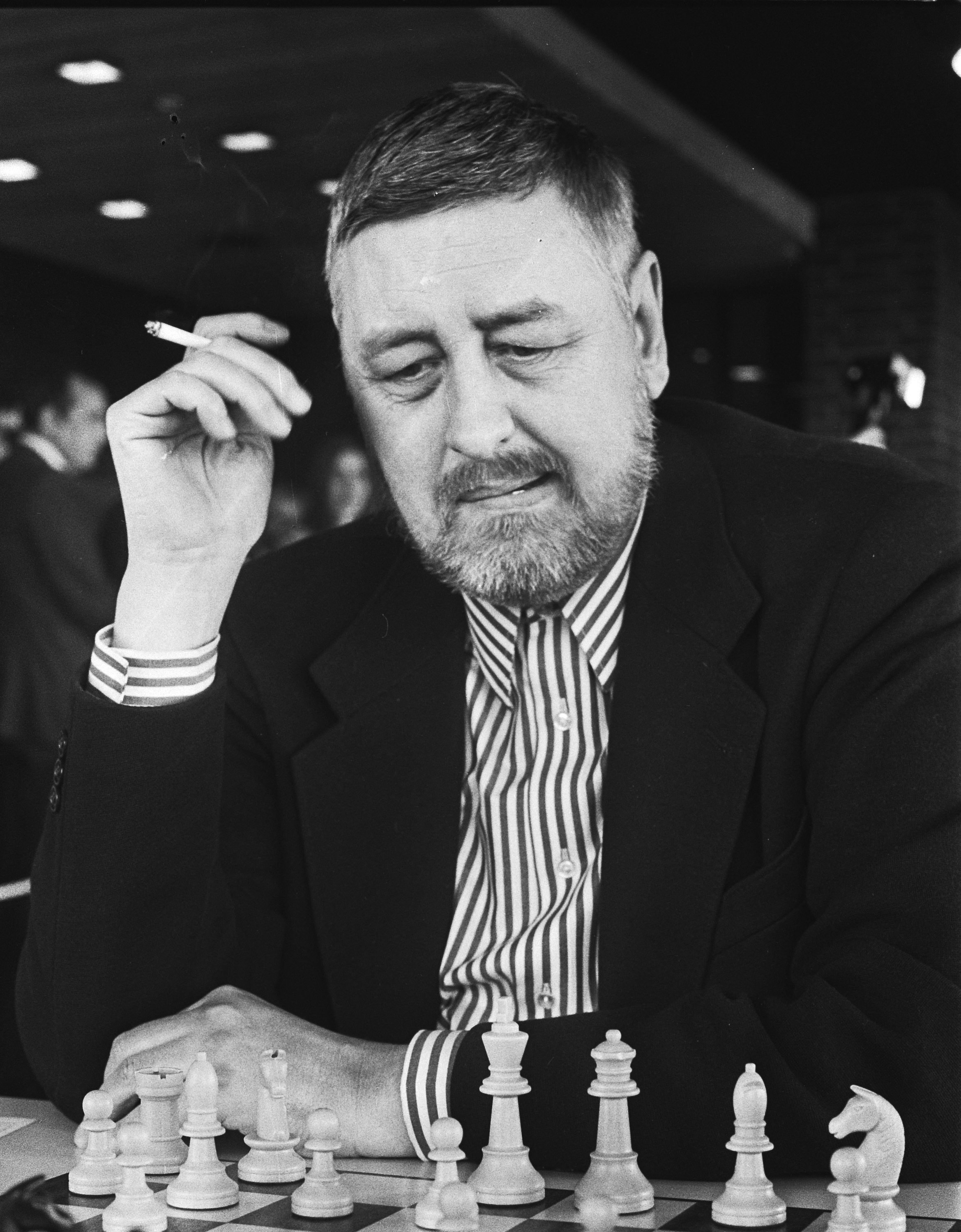
Jan Donner, vincitore nel 1954, 1957 e 1958

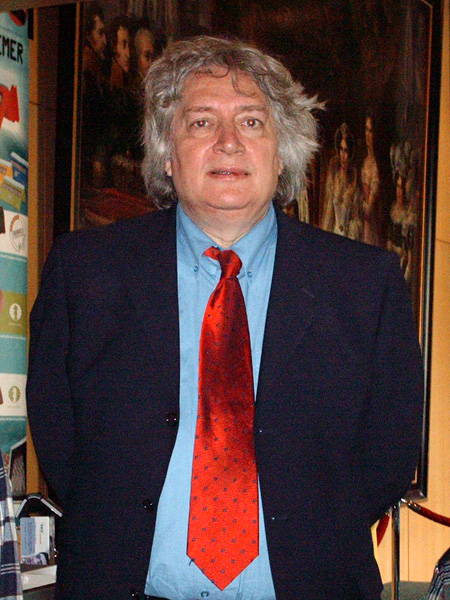
Jan Timman, vincitore di 9 titoli

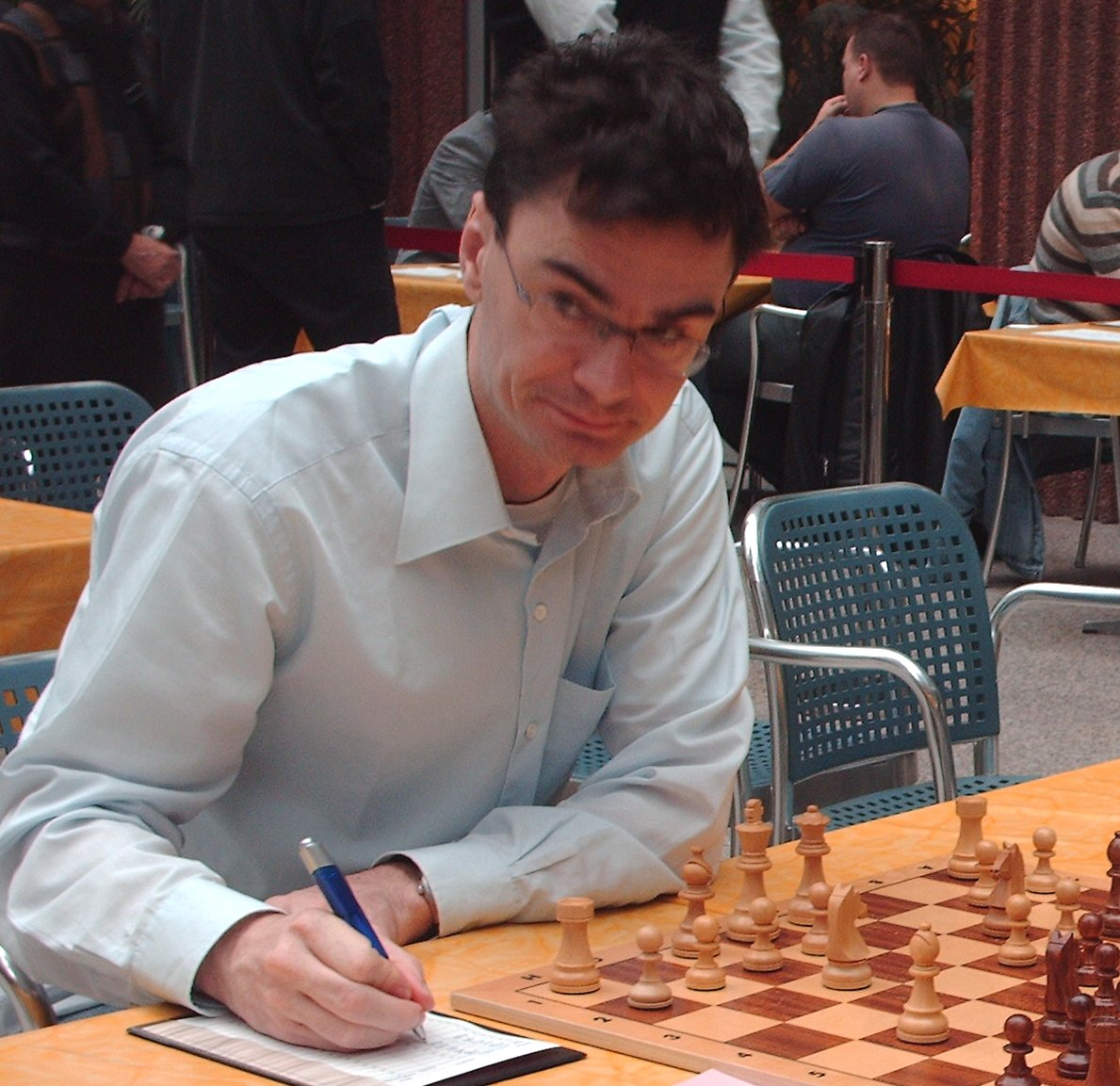
Loek van Wely, vincitore di 7 titoli

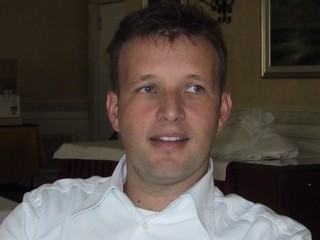
Jeroen Piket, vincitore di 4 titoli

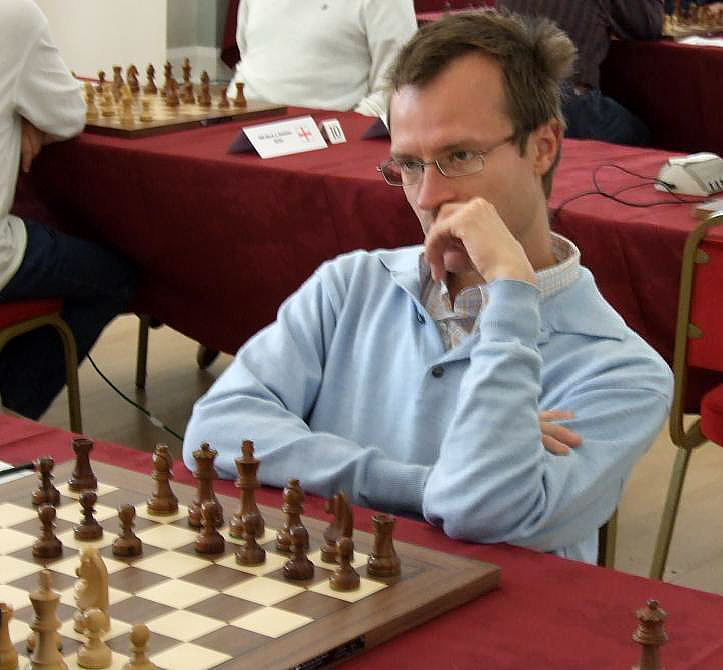
Sergej Tivjakov, vincitore nel 2006, 2007 e 2018

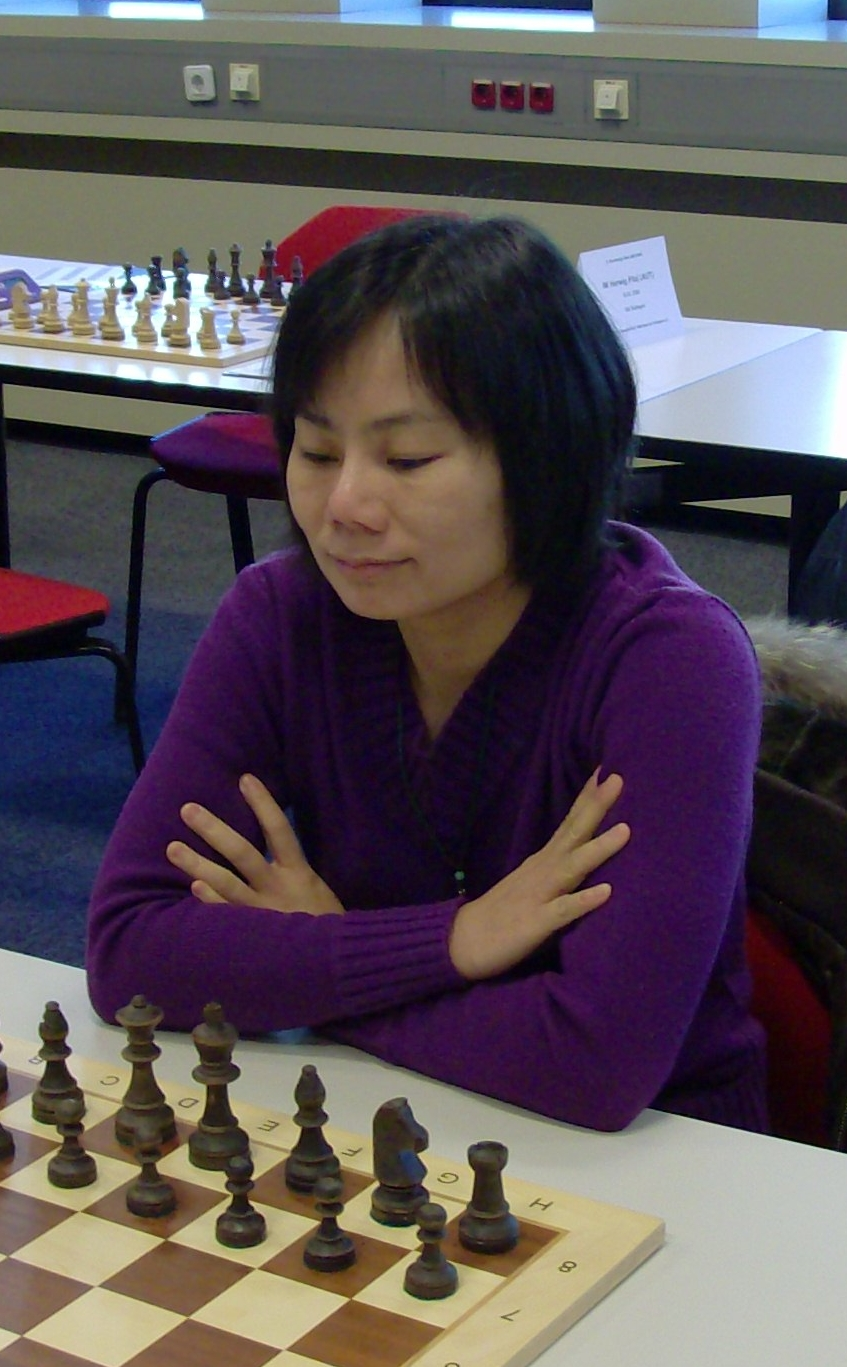
Peng Zhaoqin, vincitrice di 14 titoli femminili

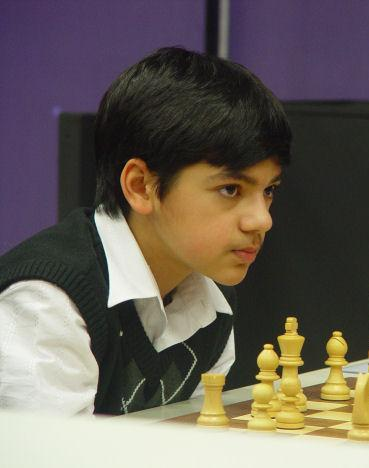
Anish Giri, vincitore nel 2009, 2011, 2012, 2015 e 2023

| Anno | Città               | Assoluto                   | Femminile                            |
| ---- | ------------------- | -------------------------- | ------------------------------------ |
| 1909 | Leida               | Adolf Georg Olland         |                                      |
| 1912 | Delft               | Rudolf Loman               |                                      |
| 1913 | Amsterdam           | Johannes Esser             |                                      |
| 1919 | L'Aia               | Max Marchand               |                                      |
| 1921 | Nimega              | Max Euwe                   |                                      |
| 1924 | Amsterdam           | Max Euwe                   |                                      |
| 1926 | Utrecht             | Max Euwe                   |                                      |
| 1929 | Amsterdam           | Max Euwe                   |                                      |
| 1933 | L'Aia               | Max Euwe                   |                                      |
| 1935 |                     |                            | Catharina Roodzant                   |
| 1936 | Rotterdam           | Salo Landau                | Catharina Roodzant                   |
| 1937 |                     |                            | Fenny Heemskerk                      |
| 1938 | Amsterdam           | Max Euwe                   | Catharina Roodzant                   |
| 1939 | Amsterdam           | Max Euwe                   | Fenny Heemskerk                      |
| 1942 | match               | Max Euwe                   |                                      |
| 1946 |                     |                            | Fenny Heemskerk                      |
| 1947 | match               | Max Euwe                   |                                      |
| 1948 | match               | Max Euwe                   | Fenny Heemskerk                      |
| 1950 | Amsterdam           | Max Euwe                   | Fenny Heemskerk                      |
| 1952 | Enschede            | Max Euwe                   | Fenny Heemskerk                      |
| 1954 | Amsterdam           | Jan Donner                 | Fenny Heemskerk                      |
| 1955 | match               | Max Euwe                   |                                      |
| 1956 |                     |                            | Fenny Heemskerk                      |
| 1957 | Amsterdam           | Jan Donner                 |                                      |
| 1958 | Amsterdam           | Jan Donner                 | Fenny Heemskerk                      |
| 1960 |                     |                            | Corry Vreeken                        |
| 1961 | L'Aia               | Hiong Liong Tan            | Fenny Heemskerk                      |
| 1962 |                     |                            | Corry Vreeken                        |
| 1963 | L'Aia               | Frans Kuijpers             |                                      |
| 1964 |                     |                            | Corry Vreeken                        |
| 1965 | L'Aia               | Lodewijk Prins             |                                      |
| 1966 |                     |                            | Corry Vreeken                        |
| 1967 | Zierikzee           | Hans Ree                   |                                      |
| 1968 |                     |                            | Ingrid Tuk                           |
| 1969 | Leeuwarden          | Hans Ree                   |                                      |
| 1970 | Leeuwarden          | Eddy Scholl                | Corry Vreeken                        |
| 1971 | Leeuwarden          | Hans Ree                   | Rie Timmer                           |
| 1972 | Leeuwarden          | Coen Zuidema               | Rie Timmer                           |
| 1973 | Leeuwarden          | Gennadij Sosonko           | Ada van der Giessen                  |
| 1974 | Leeuwarden          | Jan Timman                 | Cathy van der Mije                   |
| 1975 | Leeuwarden          | Jan Timman                 | Erika Belle                          |
| 1976 | Leeuwarden          | Jan Timman                 | Cathy van der Mije                   |
| 1977 | Leeuwarden          | Viktor Korčnoj             | Cathy van der Mije                   |
| 1978 | Leeuwarden          | Jan Timman Gennadi Sosonko | Cathy van der Mije                   |
| 1979 | Leeuwarden          | Gert Ligterink             | Cathy van der Mije                   |
| 1980 | Leeuwarden          | Jan Timman                 | Erika Belle                          |
| 1981 | Leeuwarden          | Jan Timman                 | Erika Belle                          |
| 1982 | Amsterdam           | Hans Ree                   | Carla Bruinenberg                    |
| 1983 | Hilversum           | Jan Timman                 | Carla Bruinenberg                    |
| 1984 | Hilversum           | John van der Wiel          | Carla Bruinenberg Heleen de Greef    |
| 1985 | Hilversum           | Paul van der Sterren       | Jessica Harmsen Hanneke van Parreren |
| 1986 | Hilversum           | John van der Wiel          | Heleen de Greef                      |
| 1987 | Hilversum           | Jan Timman                 | Jessica Harmsen                      |
| 1988 | Hilversum           | Rudy Douven                | Jessica Harmsen                      |
| 1989 | Hilversum           | Riny Kuijf                 | Mariette Drewes                      |
| 1990 | Hilversum           | Jeroen Piket               | Renate Limbach                       |
| 1991 | Eindhoven           | Jeroen Piket               | Anne Marie Benschop                  |
| 1992 | Eindhoven           | Jeroen Piket               | Erika Sziva                          |
| 1993 | Eindhoven           | Paul van der Sterren       | Iwona Bos-Swiecik                    |
| 1994 | Amsterdam           | Jeroen Piket               | Erika Sziva                          |
| 1995 | Amsterdam           | Ivan Sokolov               | Marisca Kouwenhoven                  |
| 1996 | Amsterdam           | Jan Timman                 | Erika Sziva                          |
| 1997 | Rotterdam           | Predrag Nikolić            | Peng Zhaoqin                         |
| 1998 | Rotterdam           | Ivan Sokolov               | Erika Sziva                          |
| 1999 | Rotterdam           | Predrag Nikolić            | Erika Sziva                          |
| 2000 | Rotterdam           | Loek van Wely              | Peng Zhaoqin                         |
| 2001 | Leeuwarden          | Loek van Wely              | Peng Zhaoqin                         |
| 2002 | Leeuwarden          | Loek van Wely              | Peng Zhaoqin                         |
| 2003 | Leeuwarden          | Loek van Wely              | Peng Zhaoqin                         |
| 2004 | Leeuwarden          | Loek van Wely              | Peng Zhaoqin                         |
| 2005 | Leeuwarden          | Loek van Wely              | Peng Zhaoqin                         |
| 2006 | Hilversum           | Sergej Tivjakov            | Peng Zhaoqin                         |
| 2007 | Hilversum           | Sergej Tivjakov            | Peng Zhaoqin                         |
| 2008 | Hilversum           | Jan Smeets                 | Peng Zhaoqin                         |
| 2009 | Haaksbergen         | Anish Giri                 | Peng Zhaoqin                         |
| 2010 | Eindhoven           | Jan Smeets                 | Peng Zhaoqin                         |
| 2011 | Boxtel              | Anish Giri                 | Peng Zhaoqin                         |
| 2012 | Amsterdam           | Anish Giri                 | Tea Lanchava                         |
| 2013 | Amsterdam           | Dimitri Reinderman         | Lisa Schut                           |
| 2014 | Amsterdam           | Loek van Wely              | Anne Haast                           |
| 2015 | Amsterdam           | Anish Giri                 | Anne Haast                           |
| 2016 | Amsterdam           | Jorden van Foreest         | Anne Haast                           |
| 2017 | Amsterdam           | Loek van Wely              | Anne Haast                           |
| 2018 | Amsterdam           | Sergej Tivjakov            | Peng Zhaoqin                         |
| 2019 | Amsterdam           | Lucas van Foreest          | Iozefina Paulet                      |
| 2021 | Hoogeveen/Rotterdam | Max Warmerdam              | Anne Haast                           |
| 2022 | Dieren              | Erwin L'Ami                | Machteld van Forest                  |
| 2023 | Utrecht             | Anish Giri                 | Eline Roebers                        |
| 2024 | Utrecht             | Max Warmerdam              | Maaike Keetman                       |